# Pupelica
Pupelica is een plaats in de gemeente Šandrovac in de Kroatische provincie Bjelovar-Bilogora. De plaats telt 208 inwoners (2001).